# Qamar-ud-din Khan, Asaf Jah I
Qamar-ud-dīn Khān, Āṣaf Jāh I (Agra, 20 agosto 1671 – Burhanpur, 1º giugno 1748) fu il primo Niẓām di Hyderabad dal 1720 al 1748.

## Biografia

### I primi anni
Qamar-ud-dīn Khān nacque il 20 agosto 1671 da Ghazi ud-Din Khan Feroze Jung e dalla sua prima moglie, Wazir un-nisa Begum, ad Agra. I suoi nonni paterni furono entrambi importanti generali Moghul e cortigiani; Kilich Khan II e Jumlat-ul-Mulk 'Allami Sa'dullah Khan, furono Primi ministri dell'Imperatore mughal Shāh Jahān.
Egli venne educato privatamente.
All'età di sei anni, Mīr Qamaruddīn Ṣiddīqī accompagnò suo padre alla corte moghul nel 1677. L'Imperatore Aurangzeb lo ricompensò a Mansab, dopo che questi aveva mostrato profonde doti di abilità di guerriero e già prima dell'adolescenza egli poté seguire il padre come scudiero in battaglia. Nel 1688 all'età di 17 anni condusse col padre l'assalto al forte di Adoni e venne promosso di rango con disponibilità di 2 000 zat e 500 cavalli.
All'età di 19 anni, l'Imperatore gli conferì il titolo di "Chin Fāteḥ Khān", ricevendo in dono una femmina d'elefante ed all'età di 20 anni ottenne il titolo di "Chin Qilich Khān" (giovane spadaccino) per il grande valore dimostrato nell'attacco del forte di Wakinhera. Dopo la cattura del forte venne onorato con 5 000 cavalli di dono, una spada ingioiellata e un terzo elefante.
A 26 anni fu nominato Comandante in capo e Viceré, dapprima di Bijapur, poi di Malwa e successivamente del Deccan.

### Secondo solo all'Imperatore
Dopo la morte di Aurangzeb, fu nominato governatore di Oudh (Awadh), ma dopo la morte di Bahādur Shāh I optò per la conduzione di una vita privata a Delhi. Il suo ritiro sabbatico, ad ogni modo, ebbe termine nel 1712 quando il sesto successore di Aurangzeb, Farrukh Siyar, lo convinse ad assumere la carica di viceré del Deccan col titolo di Niẓām al-Mulk (governatore del reame) Fāteḥ Jung.

### Diwan
Niẓām al-Mulk iniziò con questa sua posizione a costruire il proprio potere, indipendentemente dal Gran Mogol, mentre continuava ufficialmente a prestare giuramento all'Imperatore e a versare regolarmente i tributi per l'area da lui governata. Fu chiamato da Farrukh Siyar per aiutarlo nel combattimento contro i fratelli Sayyid. Farrukh Siyar però fu ucciso durante questa operazione, anche se Niẓām al-Mulk riuscì comunque a sconfiggere i Sayyid, ricevendo il titolo di capo del Dīwān (Primo ministro) alla corte di Muḥammad Shāh, successore di Farrukh Siyar.
Niẓām al-Mulk tentò di riformare il corrotto Stato moghul, preda di molti intrighi che le concubine e consiglieri di corte avevano creato. Il suo progetto era quello di riportare a corte l'etichetta e la disciplina, fatto che portò molti consiglieri dell'Imperatore ad avvelenare la mente di quest'ultimo contro la figura del Dīwān.

### Viceré del Deccan

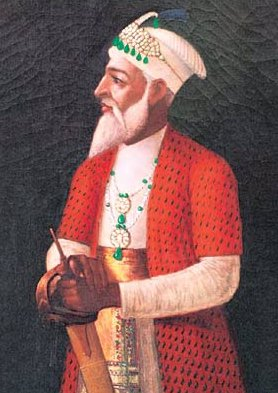
Altro ritratto di Qamar-ud-din Khan I

Nel 1724 Niẓām al-Mulk rinunciò alla carica di Primo ministro e si concentrò sulla reggenza del Deccan riassumendo la dignità di viceré, anche se qui trovò l'opposizione di Mubāriz Khān il quale era stato nominato governatore dall'Imperatore Farrukh Siyar nove anni prima, dopo la dipartita del Niẓām alla volta della corte reale. Mubāriz Khān si rifiutava di rinunciare alla propria posizione dal momento che era riuscito a restaurare la legge e l'ordine nel Deccan ma nel contempo aveva suddiviso molte cariche minori dello Stato privatizzandole per i propri figli, per suo zio e per alcuni dei suoi schiavi eunuchi.
Per nulla impressionato dal rivale, Niẓām al-Mulk guidò le proprie forze verso Shakarkhelda nel Berar per un primo scontro con l'esercito di Mubāriz Khān, che fu breve e decisivo, dal momento che Mubāriz Khān vi trovò la morte, capovolgendo le posizioni in campo.
Per questa ennesima vittoria, il Niẓām ottenne dall'Imperatore un elefante, gioielli e il titolo di Āṣaf Jāh il che gli conferiva potere sull'area, con l'intento di reprimere le eventuali rivolte, punire i ribelli e occuparsi attivamente della popolazione.
Āṣaf Jāh era un titolo corrispondente a quello di Gran Visir ed era il titolo più alto che poteva essere conferito nell'impero Moghul.
La cerimonia dell'intronizzazione del Niẓām avvenne senza cerimonie trionfali e stabilì di fatto la nascita della dinastia Asaf Jahi nel 1724, anche se egli non si dichiarò mai indipendente dal Gran Mogol, malgrado di fatto lo fosse. I Niẓām non ebbero mai un trono, né una corona, né un simbolo di sovranità. Le monete continuarono ad essere coniate col nome dell'imperatore sino al 1858 ed era sempre in nome del Gran Mogol che i Niẓām leggevano il tradizionale sermone della Salat di mezzodì del venerdì.
Come Viceré del Deccan, il Niẓām era di fatto a capo dell'esecutivo e del ramo giudiziario statale ed era la maggiore autorità civile e militare del Deccan dopo l'imperatore. Tutti gli ufficiali erano da lui nominati o in suo nome ed attraverso un Dīwān (Consiglio) egli aveva la possibilità di fare proprie leggi e levare una propria bandiera.
Tutto questo era reso possibile anche dalla profonda ricchezza portata al paese da miniere d'oro e diamanti presenti a Golconda che formavano gran parte della ricchezza dello Stato e della corte, contribuendo a renderla paragonabile a quella del Gran Mogol.
Inoltre divise il nuovo territorio in tre parti: un terzo divenne di sua amministrazione privata, come Sarf-i-Khas, un terzo divenne di proprietà dello Stato e venne amministrato dai Dīwān da lui scelti e il restante terzo venne suddiviso tra i nobili musulmani a lui sottoposti (Jagirdar, Zamindar, Deshmukh), con l'obbligo di pagare annualmente un tributo al Niẓām per i villaggi che si trovavano sotto la loro signoria.

Questi aristocratici locali erano però perlopiù assenti dalle terre in loro dominio, il che lasciava comunque al Niẓām ampia possibilità di governo su quelle terre.

### Gli ultimi anni
Nel marzo del 1742, i britannici giunsero a colonizzare l'area e scelsero come loro sede Fort St George a Madras, impegnandosi a inviare subito un dono a Niẓām al-Mulk in riconoscimento delle sue capacità di comando, in quanto governante del più importante degli Stati dell'Impero moghul. Tra questi doni era compreso un trono d'oro, oltre a stoffe e velluti preziosi, broccati, tappeti persiani e oggetti cerimoniali in oro e due destrieri arabi.
Malgrado questo, alcuni anni prima di morire nel 1748, quando redasse il proprio testamento, il Niẓām raccomandò ai propri successori la fedeltà all'Imperatore mughal, malgrado la crescente influenza del Regno Unito sul territorio.
Niẓām al-Mulk morì all'età di 76 anni. Egli ebbe quattro figli e una figlia, Mīr Aḥmed ʿAlī Khān Nāṣir Jung, Mīr Ghazī-ud-dīn Khān Bahādur Fīrūz Jung, Nawwāb Syed Moḥammed Khān Salabath Jung, Nawwāb Mīr Niẓām ʿAlī Khān Bahādur Niẓām al-Mulk Āṣaf Jāh II, Ṣāḥibzade Khayr-un-Nisāʾ Begūm.
Morì a Burhānpūr, il 1º giugno 1748 e venne sepolto nel mausoleo di Shaykh Burhān ud-dīn Gharīb Čistī, Khuldābād, presso Aurangābād.